# Axel Lené
Axel Theodor Lené, född den 9 november 1851 i Nora socken, Västernorrlands län, död den 22 februari 1937 i Örebro, var en svensk ämbetsman. Han var kusin till Gustaf Lené.
Lené blev student vid Uppsala universitet 1873 och avlade examen till rättegångsverken 1878. Han blev vice häradshövding 1881, landskontorist i Älvsborgs län 1882, länsbokhållare i Jämtlands län 1883 och kronofogde i Jämtlands västra fögderi 1887. Lené var sekreterare vid Jämtlands läns landsting 1883–1887, landskamrerare i Jämtlands län 1891–1894 och i Örebro län 1894–1918. Han blev riddare av Nordstjärneorden 1898 och kommendör av andra klassen av Vasaorden 1910. Lené vilar på Olaus Petri kyrkogård i Örebro.